# Przyrząd półprzewodnikowy
Przyrząd półprzewodnikowy (pot. półprzewodnik) – element elektroniczny, którego działanie opiera się na właściwościach elektronicznych materiału półprzewodnikowego (głównie krzemu, germanu i arsenku galu). Jego przewodność plasuje się pomiędzy przewodnikami i izolatorami. W większości zastosowań lampy próżniowe zostały zastąpione urządzeniami półprzewodnikowymi.
Urządzenia półprzewodnikowe są produkowane zarówno jako pojedyncze elementy elektroniczne, jak i jako układy scalone, które składają się z dwóch lub więcej urządzeń na pojedynczej płytce, których liczba może wahać się od setek do miliardów.
Najbardziej popularnym na świecie przyrządem półprzewodnikowym jest tranzystor polowy MOSFET. W 2013 roku dziennie produkowano miliardy MOSFETów. Od 1978 r. średnia roczna produkcja urządzeń półprzewodnikowych wzrastała o 9,1%, a przewidywało się, że w 2018 r. po raz pierwszy liczba dostaw przekroczy 1 bilion sztuk, co oznacza, że do tej pory wyprodukowano ponad 7 bilionów sztuk.

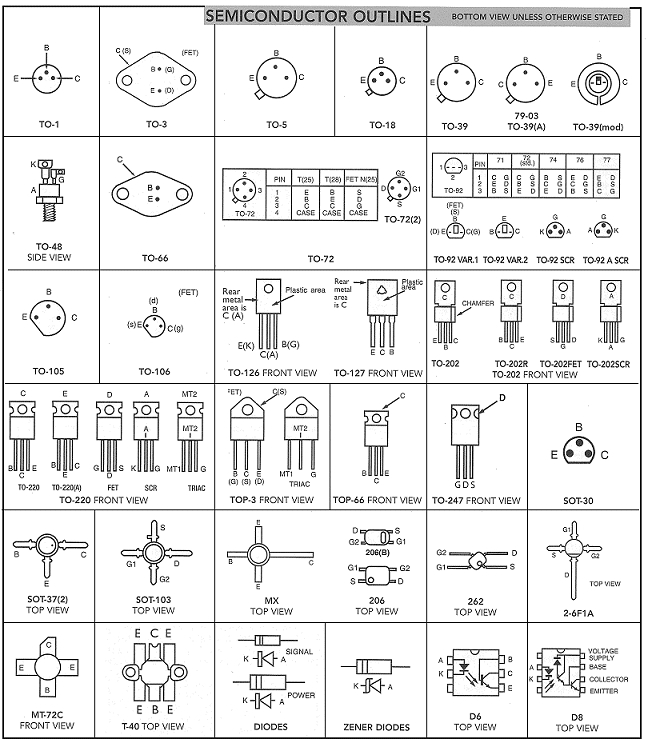
Szkice niektórych pakunków przyrządów półprzewodnikowych

## Główne rodzaje
- diody:
  - diody prostownicze;
  - diody stabilizacyjne;
  - diody pojemnościowe;
  - diody Schottky’ego;
  - diody tunelowe;
  - diody elektroluminescencyjne;
  - fotodiody;
- tranzystory:
  - tranzystory bipolarne;
  - tranzystory unipolarne;
  - fototranzystory;
- dynistory;
- tyrystory:
  - diak;
  - triak;
- lasery półprzewodnikowe:
- hallotrony;
- termistory;
- warystory;